# Jaromír Hrbek
Jaromír Hrbek (28. června 1914 Zliv – 22. července 1992 Olomouc) byl český a československý lékař, neurolog, vysokoškolský pedagog a politik KSČ, za normalizace poslanec České národní rady a ministr školství České socialistické republiky, strůjce čistek v českém školství po okupaci Československa.

## Biografie
Narodil se ve Zlivi u Českých Budějovic v rodině železničáře. V mládí se s rodiči přestěhoval na Slovensko do Bytče. Vystudoval gymnázium v Žilině a v letech 1932–1938 Lékařskou fakultu Univerzity Karlovy. Už během vysokoškolských studií se stal členem komunistické studentské organizace Kostufra a angažoval se coby funkcionář studentských spolků. Po získání diplomu pracoval na neurologické klinice. Po nacistickém uzavření českých vysokých škol pracoval v městských sociálních ústavech v Praze-Krči, od dubna 1942 jako lékař v neurologické ambulanci v Plzni. Za války byl aktivní v odboji. V roce 1945 se před koncem války podílel na činnosti národního výboru v Plzni a zastupoval Plzeň v České národní radě.
Po válce byl primářem na neurologickém oddělení nemocnice v Plzni a pak se stal přednostou neurologické kliniky na nově zřízené Lékařské fakultě Univerzity Karlovy v Plzni. V té době se již politicky angažoval v KSČ na okresní i krajské úrovni. Jako téma habilitační práce si zvolil „Dialektický materialismus a zásadní otázky neurologie a psychologie“. Práce byla zpočátku odmítnuta jako spíše filozofická než medicínská, což Hrbek napadl jako projev diskriminace komunistických vědců. Titul docent získal až po únorovém převratu se zpětnou platností od ledna 1948. Téhož roku se stal mimořádným profesorem. Spolu s kolegou Václavem Čedíkem tehdy pracovali na výkladu gravitace v duchu dialektického materialismu. Propagoval učení sovětských komunistických vědců Trofima Lysenka a Olgy Borisovny Lepešinské.
V roce 1951 přešel na Univerzitu Palackého do Olomouce. Působil jako profesor neurologie na Lékařské fakultě Univerzity Palackého. Zde byl vedoucím katedry neurologie, přednostou Neurologické kliniky a při své katedře založil a vedl Laboratoř pro výzkum vyšší nervové činnosti. V roce 1952 se stal vědeckým proděkanem Lékařské fakulty. V letech 1954–1963 byl rektorem Univerzity Palackého, v letech 1953–1954 děkanem Lékařské fakulty Univerzity Palackého a v období 1957–1958 děkanem Vysoké školy pedagogické. Publikoval odborné studie. Lékařství se věnovali i jeho synové Jaromír Hrbek (1942–1968) a Vladimír Hrbek (* 1944). Bratr Jan Hrbek byl patofyziologem. V roce 1956 získal titul profesora a od roku 1960 byl členem-korespondentem Československé akademie věd. V roce 1958 byl vyznamenán Řádem práce. Ve funkci rektora se snažil posílit vliv univerzity v Olomouci v konkurenci s univerzitou v Brně a vysokým školstvím v Ostravě. Zasadil se o vznik teoretických ústavů a do počátku 60. let byl dominantním funkcionářem univerzity. V té době zde působil i jeho bratr Jan Hrbek. Lékařská fakulta a s ní spojená nemocnice tak byla v akademickém žargonu nazývána „nemocnice u dvou nemilosrdných bratří.“
Jeho vliv začal klesat během 60. let. Do funkce děkana Filozofické fakulty prosadil Jaromíra Langa, představitele konzervativních dogmatických komunistů, proti jehož nominaci se rozhořel na univerzitě spor. Po odchodu Hrbka z postu rektora Lang rovněž ukončil výkon své funkce děkana. Ve svém postrektorském období se věnoval vědecké práci. Během prvních fází pražského jara v roce 1968 se výrazněji politicky a veřejně neangažoval. V dubnu 1968 se ale postavil proti požadavku některých pedagogů na Univerzitě Palackého na revizi kádrových prověrek z 50. let, u nichž sám asistoval. Prohlásil, že je třeba „usilovat o všestrannou a plnou renesanci zásad leninismu“ a čelit „jak konzervativnímu dogmatismu, tak bezzásadovému oportunismu a maloměšťáckému radikalismu.“ Reformně naladění členové univerzity naopak kritizovali Hrbkovu předchozí politickou činnost. V září 1968 požádal Hrbek o zproštění všech akademických povinností kvůli pracovnímu zaneprázdnění a kvůli rodinným okolnostem (při automobilové nehodě tehdy zemřel jeho syn Jaromír). V listopadu 1968 zaslal zdravici aktivu Svazu československo-sovětského přátelství, přičemž zdravice byla prezentována jménem celé univerzity. V následujících dnech proti vyznění zdravice protestovali studenti a v atmosféře studentské okupační stávky na podporu myšlenek pražského jara byl Hrbek označen za stoupence sovětské okupační politiky. Hrbek obvinil vedení univerzity z toho, že tiše podporuje slovní útoky na jeho osobu. V následujících měsících byl Hrbek v rámci univerzity představitelem konzervativní komunistické frakce Levá fronta, která kritizovala reformně naladěné členy akademického sboru. 6. května 1969 zaslal Jaromír Hrbek a další členové této skupiny důvěrný dopis Gustávu Husákovi, Lubomíru Štrougalovi a Miloši Jakešovi, kde reformní členy pedagogického sboru označil za „hlavní představitele pravicového oportunismu v OV KSČ a na UP.“
V srpnu 1969 byl jmenován členem české vlády Stanislava Rázla jako ministr školství. Post si udržel i v následující vládě Josefa Kempného a Josefa Korčáka do července 1971. Ve funkci ministra zahájil vlnu personálních čistek souvisejících s nástupem normalizace. Do ledna 1972 odešlo (respektive muselo odejít) z českého školství cca 20 % pracovníků. K čistkám došlo i na jeho domovské univerzitě. Na podporu čistek rozeslal českým vysokým školám v září 1969 přípis, ve kterém vyzval k profesní eliminaci pedagogů, kteří se angažovali v obrodném procesu. Jeho konec v ministerské funkci interpretuje historik Pavel Urbášek jako tlak Gustáva Husáka na stabilizaci poměrů a eliminaci ultralevicových sil v normalizačním Československu. Jeho manželka Eliška, rozená Ortová, byla rovněž aktivní komunistkou působící na univerzitě v Olomouci a za normalizace byla členkou komise pro řízení stranické práce na této škole.
V listopadu 1969 se dodatečnou kooptací stal i poslancem České národní rady. Od 70. let se vrátil k akademické práci a dále působil na Univerzitě Palackého. Kromě neurologie se zabýval též matematikou a fyzikou. V roce 1969 byl zvolen zahraničním členem Akademie lékařských věd SSSR a v následujícím roce obdržel vyznamenání Za zásluhy o výstavbu. V roce 1971 získal Státní cenu Klementa Gottwalda za „objevný přínos v neurofyziologii řeči". Roku 1979 vydal vlastním nákladem knihu Radiační teorie gravitace, v níž se vrátil ke svým vědeckým pokusům z poúnorového období.
Vedení univerzity ho za tuto práci neúspěšně navrhlo na Nobelovu cenu za fyziku. Podporu mu vyslovil komunistický politik a vědec František Kahuda. V roce 1973 byl Hrbek jmenován řádným členem Československé akademie věd. Coby profesor konzultant pracoval na univerzitě v Olomouci až do jara 1989. Pak mu těžká nemoc znemožnila další vědecké a pedagogické působení.